# Jiang Huihua
Jiang Huihua (Fuzhou, 22 gennaio 1998) è una sollevatrice cinese.

## Carriera
Jiang Huihua ha ottenuto il suo primo importante successo vincendo la medaglia d'oro nei 48 kg ai Giochi asiatici giovanili di Nanchino 2013. L'anno successivo, sempre nella stessa categoria di peso, ha vinto un'altra medaglia d'oro ai Giochi olimpici giovanili di Nanchino 2014 surclassando le avversarie con un totale di 193 kg sollevati. 
Nel 2015, fresca campionessa mondiale juniores, all'età di 17 anni si è aggiudicata pure i Mondiali di Houston. Nell'anno che ha segnato la sua ascesa nel panorama internazionale ha stabilito anche il record mondiale giovanile dello strappo con 92 kg sollevati e quello del totale con 205 kg.

## Palmarès
- Mondiali

Houston 2015: oro nei 48 kg.
Aşgabat 2018: argento nei 49 kg.
Pattaya 2019: oro nei 49 kg.
Bogotà 2022: oro nei 49 kg.
Riad 2023: oro nei 49 kg.
- Giochi asiatici

Hangzhou 2022: argento nei 49 kg.
- Campionati asiatici

Tashkent 2020: argento nei 49 kg.
Jinju 2023: oro nei 49 kg.
- Mondiali giovanili

Breslavia 2015: oro nei 48 kg.
Tbilisi 2016: argento nei 48 kg.
- Giochi olimpici giovanili

Nanchino 2014: oro nei 48 kg.
- Giochi asiatici giovanili

Nanchino 2013: oro nei 48 kg.